# José Bernardino Ramalhete
José Bernardino Carlos Vareta Ramalhete, kurz José Bernardino Ramalhete (* 1921 in Porto, Portugal; † 2018) war ein portugiesischer Architekt.

## Leben
José Bernardino Ramalhete wurde 1921 in Porto geboren, dort studierte Ramalhete auch Architektur an der Escola Superior de Belas-Artes. Bereits während des Studiums arbeitete er in der Stadtverwaltung von Porto, dort unter anderem mit den Architekten Fernando Távora und Almeida de Eça. Nach seinem Abschluss 1955 unterstützte Ramalhete den Architekten Carlos Ramos in der Stadtverwaltung. 1956 wechselte Ramalhete in die Abteilung für Urbanisierung, dort arbeitete er für Robert Auzelle.
1957 verließ Ramalhete Portugal und zog in die zweitgrößte Stadt der portugiesischen Kolonie Mosambik, Beira, wo er für die Kommunalverwaltung arbeitete. Unter anderem war er mit dem Urbanisierungsplan für Beira betraut, auch beauftragte er im Namen der Stadt die Architekten Francisco José de Castro, Paulo de Melo Sampaio und João Garizo do Carmo mit dem Bau des Bahnhofes von Beira. 1959 nahm Ramalhete an der Conférence Interafricaine sur le Logement et l’Urbanisation in Nairobi teil.
1960 verließ Ramalhete die Stadtverwaltung von Beira und macht sich als Architekt selbstständig. Er entwarf verschiedene Urbanisierungspläne und Grundschulen für Städte in Mosambik. 1962 gründete Ramalhete zusammen mit seinem Kollegen Paulo de Melo Sampaio das Architektenbüro Gabinete de Arquitectura e Urbanismo (GAU), dem sich 1966 auch Eduardo Naya Marques anschloss. Nach dem Tode von Sampaio übernahm Marques dessen Anteile am Büro, zudem erhielt es den neuen Namen Gabinete de Arquitectura, Urbanismo e Decoração (GAUD). Ramalhete und Marques entwarfen zahlreiche Projekte für die Kolonie.
Mit der Nelkenrevolution und der bevorstehenden Unabhängigkeit Mosambiks zog Ramalhete zurück nach Portugal, dort war er in der Stadtverwaltung von Lissabon tätig. Bis zu einer Pension war Ramalhete auch in anderen Kommunalverwaltungen (Cascais, Sesimbra, Montijo, Almada) tätig. 2005 gründete Ramalhete erneut das Büro Gabinete de Arquitectura, Urbanismo e Decoração (GAUD) mit Sitz in Tomar, wo er auch lebte.

## Werk (Auswahl)
- 1959–60: Beamtenhäuser, Beira[2]

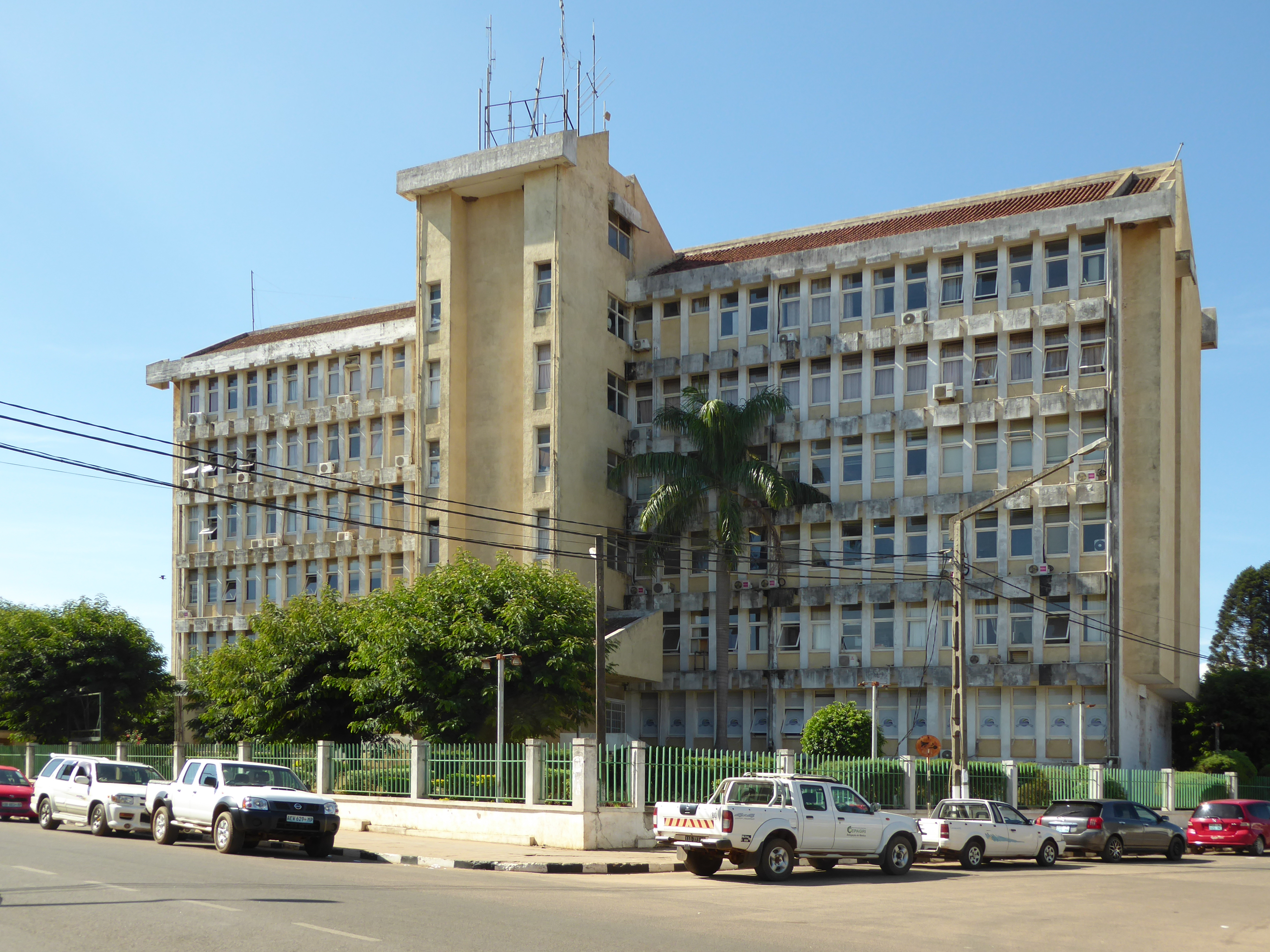
Edifício do Governo e Serviços Públicos, Vila Pery [Chimoio] (1971)

- 1960: Teil des Parque Municipal Comandante Soares Perdigão, Beira[2]
- 1960–65: Urbanisierungsplan für Nampula[2]
- 1960–65: Urbanisierungsplan für António Enes [Angoche][2]
- 1961–64: Igreja do Sagrado Coração de Jesus de Macutí, Beira[2][3][2]
- 1962–72: Auditório e Galeria de Arte, Beira; zusammen mit Paulo de Melo Sampaio und José Augusto Moreira[2][4]
- etwa 1964–68: Barragem Oliveira Salazar, Chicamba Real, bei Vila Pery [Chimoio]; zusammen mit Paulo de Melo Sampaio[2][5]
- 1966: Cinema Moçambique, Nampula; zusammen mit Eduardo Naya Marques und José Pacheco[2]
- 1966–67: Hotel Moçambique, Beira[2]
- Ende der 1960er Jahre: Cinema Planalto, Vila Cabral [Lichinga][2]
- Ende der 1960er Jahre: Banco Pinto & Sotto Mayor Vila Cabral [Lichinga][2]
- 1968–70: Edifício Lopes Duarte, Beira[2]
- 1969: Biblioteca Municipal de Quelimane, Quelimane; zusammen mit Eduardo Naya Marques und José Pacheco[2][6]
- 1971: Associação Muçulmana da Beira, Beira[2]
- 1971: Edifício do Governo e Serviços Públicos, Vila Pery [Chimoio][2]
- 1971: Gebäude Cavadas (José Ferreira Cavadas), in der Stadt Beira,  zusammen mit Eduardo Naya Marques[7]
- 1972: Casa Valdoeiroes, Beira; zusammen mit Eduardo Naya Marques[2]